# The Flash (film 2023)
The Flash è un film del 2023 diretto da Andy Muschietti.
Basato sull'omonimo personaggio di DC Comics, è il 13º film del DC Extended Universe (DCEU), nonché primo stand-alone cinematografico sul personaggio di Flash.
Prodotto da Warner Bros. Pictures, DC Films, Double Dream e Disco Factory e distribuito da Warner Bros. Pictures, The Flash presenta Ezra Miller nei panni di Barry Allen / Flash accompagnato da Sasha Calle, Michael Shannon, Ron Livingston, Maribel Verdú, Kiersey Clemons, Antje Traue e Michael Keaton. La trama del film prende ispirazione dalla serie a fumetti Flashpoint di Geoff Johns, qui Barry viaggia indietro nel tempo per prevenire la morte di sua madre, portando ad una serie di eventi indesiderati.

## Trama
Dopo aver aiutato Bruce Wayne / Batman e Diana Prince / Wonder Woman a fermare una rapina da parte di Al Falcone e il suo gruppo di terroristi a Gotham City, Barry Allen / Flash rivisita la sua casa d'infanzia, dove rammenta la sua vita con i genitori Nora e Henry prima che la madre venisse uccisa, omicidio per il quale Henry è stato ingiustamente accusato e imprigionato. Sopraffatto dalle sue emozioni, Barry viaggia accidentalmente indietro nel tempo all'inizio della giornata e in seguito informa Bruce di quanto accaduto. Nonostante gli avvertimenti di Bruce sulle conseguenze indesiderate di un viaggio nel tempo, Barry torna comunque al giorno della morte di Nora e impedisce che accada.
Quando Barry cerca di tornare nel presente viene tuttavia attaccato da un altro misterioso velocista, finendo in un 2013 alternativo in cui i suoi genitori sono felici assieme. Trovato il suo sé passato, si rende conto di essere finito nel giorno in cui ha ottenuto i suoi poteri. I due Barry vanno quindi al dipartimento di polizia di Central City, dove Barry aiuta il sé del 2013 ad ottenere i poteri durante una tempesta, ma nel processo finisce accidentalmente per perdere i suoi. Mentre Barry lotta per addestrare il suo doppelgänger a usare i suoi poteri, i due notano una trasmissione del generale Zod, che si sta preparando a invadere la Terra.
I due Barry tentano di assemblare la Justice League, ma falliscono poiché in questa linea temporale non sono in grado di localizzare Wonder Woman, Victor Stone / Cyborg non è ancora stato coinvolto nel suo incidente e Arthur Curry / Aquaman non è mai nato. I due si recano quindi a Villa Wayne, sperando di trovare Batman, ma invece trovano una versione alternativa e più vecchia di Bruce Wayne che si è ritirata dalla lotta al crimine. I due convincono Bruce ad aiutarli a trovare Kal-El / Clark Kent / Superman, e usando una connessione backdoor alla NASA all'interno della Batcaverna, sono in grado di localizzare una navicella kryptoniana che è stata scoperta in Siberia. Arrivati con il Batplano, i tre trovano invece Kara Zor-El, una donna kryptoniana che afferma di essere la cugina di Kal-El. Dopo aver salvato Kara dalla struttura, Barry chiede a Bruce di aiutarlo a riavere i suoi poteri ricreando l'incidente che glieli conferì. Il primo tentativo fallisce e quasi uccide Barry, così Kara vola portando Barry nella tempesta per farlo colpire da un fulmine, permettendogli di riottenere i poteri con successo.
Kara e Bruce quindi si uniscono ai due Barry per affrontare le forze di Zod nel deserto. Durante la battaglia con Zod, Kara apprende che il generale ha ucciso Kal-El quando la sua navicella è finita fuori rotta da bambino, e che il codice genetico necessario per trasformare la Terra in Krypton è in realtà dentro di lei. Kara sovrasta Zod ma quest'ultimo riesce comunque a ucciderla, mentre Batman si sacrifica nel vano tentativo di distruggere le forze nemiche. Il Barry del 2013 viaggia indietro nel tempo attraverso la Speed Force per salvarli entrambi più volte, fallendo. Barry cerca ripetutamente di fermarlo, poiché il multiverso sta iniziando a collassare su se stesso; appare quindi una versione futura e corrotta del Barry del 2013, la stessa creatura che aveva spinto Barry nel presente alternativo, che spiega che ha viaggiato attraverso la Speed Force per anni per salvare il suo mondo da Zod e prevenire la morte di Batman e Kara, inutilmente. Dark Flash intende uccidere Barry, poiché crede che annullando le sue azioni precedenti per salvare Nora, la cronologia possa tornare alla normalità e pertanto tenta di pugnalarlo, ma il Barry del 2013 si sacrifica, causando un paradosso che elimina Dark Flash, mentre il Barry del 2013 muore tra le braccia di Barry.
In seguito, Barry annulla le modifiche che ha apportato alla cronologia e fa i conti con la morte di sua madre, che è costretto ad accettare. Tuttavia, egli effettua un piccolo cambiamento nel passato per creare nuove prove nel presente che dimostrano l'innocenza di Henry. Dopo essere tornato al presente e aver contribuito a scagionare Henry, Barry viene contattato da un Bruce diverso, il cui aspetto è stato ulteriormente alterato a seguito del cambiamento della linea temporale effettuato dal velocista scarlatto per salvare sua madre.
In una scena dopo i titoli di coda, Barry discute con un Arthur Curry ubriaco, sul fatto che in ogni universo in cui lui ha viaggiato gli altri eroi che conosce sono persone diverse, mentre lui è sempre lo stesso.

## Personaggi
- Barry Allen / Flash, interpretato da Ezra Miller: Un investigatore forense della polizia di Central City e membro della Justice League che può muoversi a velocità sovrumane usando la Speed Force.[1] Miller ha descritto Barry come multidimensionale, con difetti umani.[2] Miller interpreta anche una versione alternativa di Barry più giovane proveniente dal 2013,[3] ed una versione di quest'ultimo Barry più oscura, anziana e corrotta, nota come "Dark Flash".[4] Un giovane Barry è interpretato da Ian Loh.[5]
- Kara Zor-El / Supergirl, interpretata da Sasha Calle: Una kryptoniana con poteri, abilità e un costume simile a Superman, di cui è cugina.[6][7] Calle è la prima attrice latina a interpretare Supergirl.[6][8]
- Generale Zod, interpretato da Michael Shannon: Un generale kryptoniano con gli stessi poteri di Superman, ucciso da quest'ultimo in L'uomo d'acciaio (2013).[9] Proviene da una linea temporale dove Kara è atterrata sulla Terra al posto di Kal-El. Shannon ha ricevuto la benedizione di Zack Snyder, regista de L'uomo d'acciaio, per riprendere il ruolo, dopo essere stato inizialmente riluttante a farlo data la travagliata storia tra Snyder e Warner Bros. riguardo alle sue successive produzioni del DCEU.[10]
- Henry Allen, interpretato da Ron Livingston: Il padre di Barry che è stato ingiustamente condannato per l'omicidio di sua moglie. Il personaggio è stato precedentemente interpretato da Billy Crudup in Justice League (2017) e nella sua versione del regista Zack Snyder's Justice League (2021). Crudup non ha potuto riprendere il ruolo a causa di conflitti di programmazione con le riprese della serie televisiva The Morning Show.[5]
- Nora Allen, interpretata da Maribel Verdú: La madre di Barry, uccisa quando lui era piccolo.[11]
- Iris West, interpretata da Kiersey Clemons: Una giornalista del Picture News e interesse romantico di Barry.[12]
- Faora-Ul, interpretata da Antje Traue: Seconda in comando del generale Zod, inviata nella Zona fantasma al termine de L'uomo d'acciaio.[9]
- Bruce Wayne / Batman, interpretato da Michael Keaton: Un facoltoso socialite di Gotham City che si dedica come vigilante alla lotta contro il crimine. Questa versione di Wayne proviene da un universo alternativo.[13][14] Keaton riprende il suo ruolo da Batman (1989) e Batman - Il ritorno (1992), con questo film che effettua una retcon dei successivi Batman Forever (1995) e Batman & Robin (1997), dove Bruce non è interpretato da Keaton, contestualizzandoli come realtà alternative presenti nel multiverso.[15]

### Camei
Ben Affleck riprende il suo ruolo dai precedenti film del DCEU di Batman, la versione originale di Wayne dalla timeline di Barry e leader della Justice League. Il regista Andy Muschietti ha affermato che il personaggio ha un notevole impatto emotivo sul film attraverso la sua relazione con Barry, in parte perché le loro madri sono state entrambe assassinate. Affleck ha detto che le sue scene nel film erano le sue preferite come personaggio e un "bel finale" per il suo tempo come Batman fino a quel momento, e che sentiva che i cinque minuti delle sue scene nel film erano la prima volta che "capiva davvero il personaggio" e come interpretarlo. Altri attori riprendono il loro ruolo dai precedenti film del DCEU, tra cui Jeremy Irons come Alfred Pennyworth, Temuera Morrison come Thomas Curry, Gal Gadot che riprende il ruolo di Diana Prince / Wonder Woman, e Jason Momoa che torna ad interpretare Arthur Curry / Aquaman. Saoirse-Monica Jackson e Rudy Mancuso interpretano rispettivamente Patty Spivot e Albert Desmond, i colleghi di lavoro di Barry, mentre Sanjeev Bhaskar interpreta il capo di Barry, David Singh. Luke Brandon Field interpreta Al Falcone, capo di un gruppo di terroristi che rapina una banca all'inizio del film. George Clooney appare, non creditato, interpretando un'altra versione di Bruce Wayne; Clooney aveva già interpretato il personaggio in Batman & Robin (1997). Nikolaj Coster-Waldau fa la sua comparsa in un cameo non accreditato, interpretando l'uomo a cui il Barry del 2013 ruba una fetta di pizza, mentre il regista Andy Muschietti fa un cameo alla fine del film come un giornalista a cui Barry ruba un hot dog.
La versione del DCEU di Kal-El / Clark Kent / Superman appare nella pellicola, attraverso l'uso della computer-generated imagery (CGI) usando le fattezze di Henry Cavill; Cavill aveva girato altre scene nei panni del personaggio per il film, ma sono state rimosse. Nicolas Cage interpreta una versione alternativa di Superman, personaggio da lui già doppiato in Teen Titans Go! - Il film (2018) e che avrebbe dovuto interpretare nell'inedito film di Tim Burton, Superman Lives. Cage ha girato le sue scene attraverso l'acquisizione volumetrica, ed è stata usata la CGI per farlo ringiovanire. Attraverso l'impiego dell'intelligenza artificiale e di tecnologie di deepfake, precedenti incarnazioni di Superman, Batman e Supergirl appaiono nella sequenza all'interno della "Speed Force", tra cui Christopher Reeve come Superman dalla serie di film di Superman del 1978-1987, Helen Slater come Kara Zor-El / Supergirl da Supergirl - La ragazza d'acciaio (1984), Adam West come Bruce Wayne / Batman dal film del 1966 e dalla serie televisiva, e George Reeves con la sua iterazione di Superman da Superman and the Mole Men (1951) e Adventures of Superman (1952-1958), attraverso l'uso di immagini d'archivio. Eartha Kitt nei panni di Catwoman, così come Cesar Romero e Jack Nicholson nelle rispettive versioni del Joker sono presenti attraverso registrazioni d'archivio delle loro precedenti apparizioni. Nella stessa sequenza fa la sua comparsa attraverso l'uso della CGI anche il personaggio di Jay Garrick / Flash, sebbene questa versione non sia basata su alcun attore noto.
Molti dei camei presenti nella pellicola sono stati realizzati con video ed immagini d'archivio presi da YouTube.

## Produzione

### Sviluppo

#### Primi tentativi
Lo sviluppo di un film basato sul personaggio di Flash di DC Comics iniziò alla fine degli anni '80, quando Warner Bros. Pictures assunse il fumettista Jeph Loeb come sceneggiatore della pellicola. Warner Bros. assunse David S. Goyer per scrivere, dirigire e produrre una nuova versione di The Flash nel dicembre 2004, dopo che furono colpiti dalla sua sceneggiatura per Batman Begins (2005). Goyer offrì a Ryan Reynolds il ruolo di Wally West / Flash dopo aver lavorato con lui per il film Blade: Trinity (2004) ispirato ai fumetti Marvel Comics, mentre voleva che il personaggio di Barry Allen apparisse in un ruolo di supporto. Goyer fu influenzato per il tono del film dalla trilogia Spider-Man di Sam Raimi e dalle storie a fumetti di Flash di Mike Baron, Mark Waid e Geoff Johns. All'inizio di febbraio 2007, Goyer abbandonò il progetto per divergenze creative con lo studio, che assunse Shawn Levy per dirigere e supervisionare la scrittura di una nuova bozza scritta da Chris Brancato, che avrebbe utilizzato elementi della sceneggiatura di Goyer. Più tardi nello stesso mese, Warner Bros. annunciò lo sviluppo di un film sulla Justice League scritto da Michelle e Kieran Mulroney. George Miller firmò per dirigere il film, intitolato Justice League: Mortal, a settembre, con Adam Brody nel ruolo di Flash. La pellicola fu concepita come l'inizio di un franchise con sequel e spin-off pianificati, incluso un film su Flash.
Levy abbandonò The Flash nell'ottobre 2007 a causa di un conflitto di programmazione con Una notte al museo 2 - La fuga (2009). David Dobkin ottenne quindi il ruolo di regista e iniziò lo sviluppo del film come spin-off di Justice League: Mortal incentrato su Wally West. Craig Wright stava scrivendo una sceneggiatura per il film il mese successivo, prima che Justice League: Mortal venisse cancellato e Warner Bros. fissasse l'uscita al 2008 per The Flash. Successivi sviluppi furono rimandati a causa dello sciopero degli sceneggiatori della Writers Guild of America del 2007-2008. Charles Roven entrò nel progetto in veste di produttore nel 2009, con Geoff Johns che ha consultato e scritto un trattamento cinematografico che Dan Mazeau ha adattato in una sceneggiatura. A ottobre, Roven disse che lo studio non era abbastanza fiducioso sulla loro interpretazione per dare il via libera al film, sebbene fu contestato da Mazeau che disse che la produzione del film stava andando avanti come previsto. A giugno 2010, gli sceneggiatori di Lanterna Verde (2011) Greg Berlanti, Michael Green e Marc Guggenheim furono assunti per scrivere un nuovo trattamento per The Flash basato sulle recenti storie a fumetti di Johns che avrebbe incluso Barry Allen.

#### DC Extended Universe

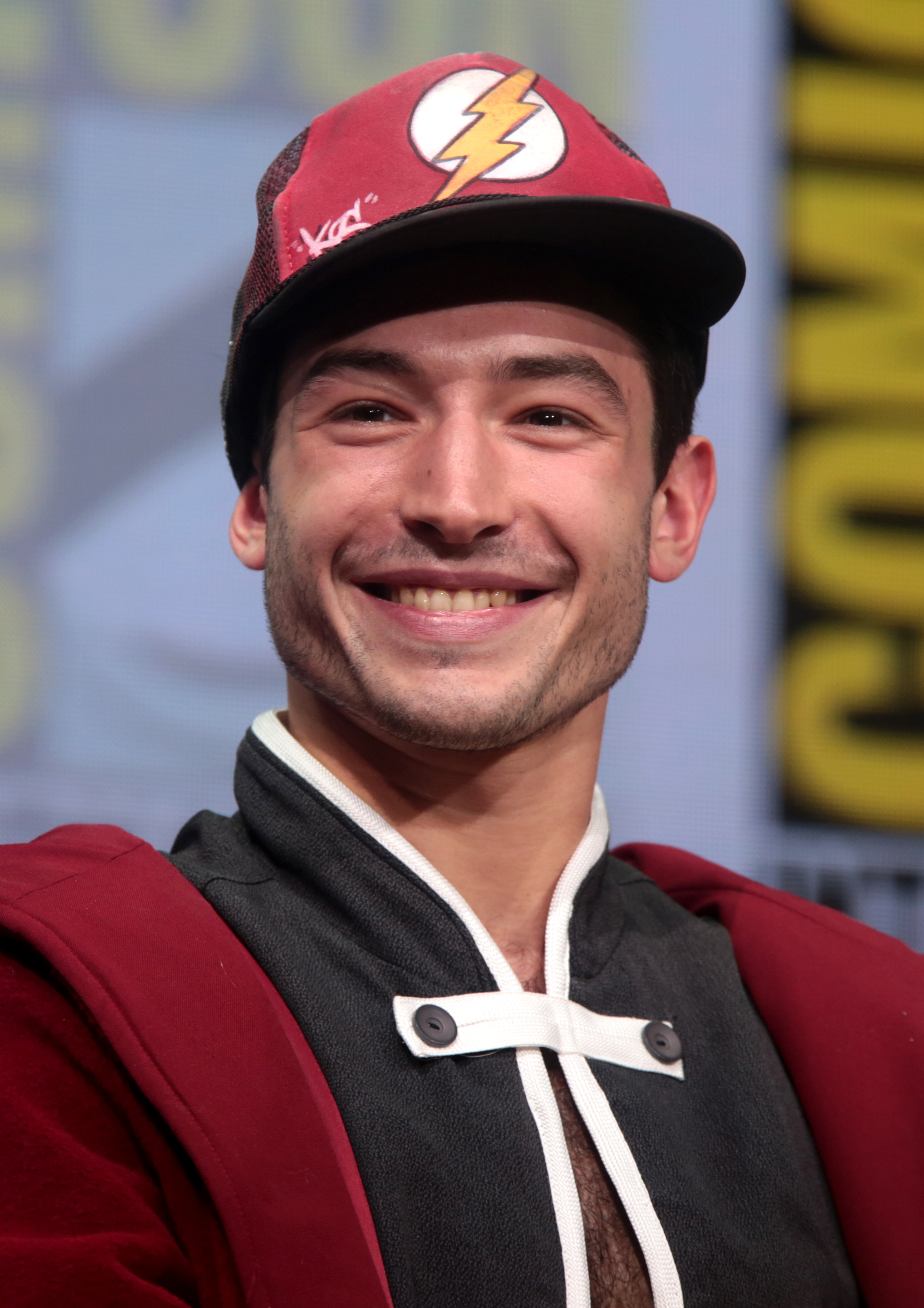
L'attore Ezra Miller al San Diego Comic-Con del 2017

Warner Bros. stava progettando un nuovo universo condiviso di film basati sulle pubblicazioni DC Comics entro luglio 2013 e aveva piani provvisori per la distribuzione di un film su Flash nel 2016. Nell'ottobre 2014, Warner Bros. e DC Films hanno annunciato una serie di progetti pianificati come parte del nuovo DC Extended Universe (DCEU). La distribuzione di The Flash era prevista per il 23 marzo 2018, con Ezra Miller nei panni di Barry Allen / Flash; Miller è apparso per la prima volta in dei cameo in Batman v Superman: Dawn of Justice (2016) e Suicide Squad (2016), recitando poi nel film corale Justice League (2017) e facendo brevi comparsi nell'evento crossover dell'Arrowverse Crisi su Terre Infinite (2019–20), che riconosceva l'esistenza di un più ampio multiverso DC, e la prima stagione della serie televisiva Peacemaker (2022–presente). Warner Bros. offrì a James Wan la scelta di dirigere un film su Aquaman o Flash, che alla fine ha scelto di fare Aquaman (2018). Entro aprile 2015, Phil Lord e Christopher Miller stavano scrivendo un trattamento per il film su Flash con la possibilità di dirigerlo. Dopo che decisero invece di dirigere Solo: A Star Wars Story (2018), Seth Grahame-Smith entrò in trattative per scrivere e dirigere il film basato sul trattamento di Lord e Cristopher Miller nell'ottobre 2015. Grahame-Smith avrebbe fatto il suo debutto alla regia con il film, con la produzione di Roven e la produzione esecutiva di Deborah e Zack Snyder. Nel febbraio 2016, la data di uscita del film è stata spostata al 16 marzo 2018. Grahame-Smith ha lasciato il progetto ad aprile a cause di divergenze creative. Warner Bros. scelse di mantenere la sua sceneggiatura, e ci si aspettava ancora che fosse coinvolto nel progetto andando avanti, mentre anche Lord e Cristopher Miller erano ancora coinvolti come produttori. Una ricerca di un regista sostitutivo iniziò immediatamente.
Rick Famuyiwa prese il posto come regista del film nel giugno 2016, siccome Warner Bros. sentiva che la visione di Famuyiwa per la pellicola sarebbe stata adeguata per un pubblico giovane ed anche compatibile con la già esistente sceneggiatura di Grahame-Smith. Le riprese sarebbero dovuto iniziare più tardi nello stesso anno e non si pensava che il cambio di regista avrebbe ritardato ciò. La scelta primaria di Famuyiwa per interpretare la protagonista femminile del film, Iris West, era Kiersey Clemons con cui aveva lavorato su Dope - Follia e riscatto (2015). Anche Rita Ora e Lucy Boynton erano in corsa per il ruolo, ma alla fine il personaggio fu assegnato a Clemons alla fine di luglio. Al tempo, Warner Bros. diede la data di distribuzione del film a Tomb Raider (2018), lasciando The Flash senza una data di uscita. Ad agosto, venne riportato che Ray Fisher sarebbe apparso nel film, riprendendo il ruolo di Victore Stone / Cyborg da Batman v Superman e Justice League. Famuyiwa terminò una revisione della sceneggiatura il mese successivo, in cui Gal Gadot avrebbe ripreso il suo ruolo di Diana Prince / Wonder Woman da Batman v Superman, Wonder Woman (2017) e Justice League, e dove Billy Crudup era in trattative per interpretare Harry Allen, il padre di Barry. Sia Clemons sia Crudup filmarono delle apparizioni cameo per Justice League dopo essere stati scelti per The Flash. La pre-produzione è iniziata entro ottobre, in previsione di iniziare le riprese a marzo 2017, prima di un altro impegno che Ezra Miller aveva a luglio. Alla fine di ottobre, Famuyiwa ha abbandonato il progetto poiché non è riuscito a "trovare un accordo creativo" con lo studio, che non era d'accordo con la direzione più matura che Famuyiwa voleva dare al film.
Il film è stato sospeso mentre lo studio cercava un nuovo regista e Ezra Miller si preparava a girare Animali fantastici - I crimini di Grindelwald (2018). Durante quel periodo, Warner Bros. decise di portare il film in una nuova direzione e, nel gennaio 2017, Joby Harold fu assunto per riscrivere la prima pagina della sceneggiatura. Il regista consegnò una bozza entro maggio, quando le migliori scelte dello studio per dirigere erano Robert Zemeckis e Matthew Vaughn. Entrambi espressero interesse per il progetto, ma avevano potenziali problemi di programmazione che avrebbero potuto impedire loro di accettare. Raimi, Marc Webb e Jordan Peele avevano già rifiutato le offerte per dirigere il film, così come Ben Affleck che aveva interpretato Bruce Wayne / Batman nei precedenti film del DCEU. Al San Diego Comic-Con di luglio 2017, il film è stato annunciato con il nuovo titolo Flashpoint, basato sull'omonimo fumetto in cui Allen viaggia indietro nel tempo per salvare la vita di sua madre creando accidentalmente una linea temporale alternativa. Dan Mazeau ha contribuito alla sceneggiatura durante questo periodo. Johns ha confermato a novembre che il concetto di Flashpoint avrebbe permesso al film di raccontare una storia unica su Batman, con la trama del fumetto che esplora una linea temporale in cui Thomas Wayne è Batman; Jeffrey Dean Morgan espresse interesse a riprendere il suo ruolo di Thomas Wayne da Batman v Superman.
Nel gennaio 2018, il duo di cineasti John Francis Daley e Jonathan Goldstein entrarono in trattative per scrivere e dirigere il film dopo che lo studio ha scelto di non aspettare che Zemeckis si liberasse dai suoi impegni. Daley e Goldstein vennero confermati come registi a marzo, e il titolo del film è tornato ad essere The Flash il mese successivo. Le riprese avrebbero dovuto iniziare ad Atlanta nel febbraio 2019, ma gli impegni di Ezra Miller per Animali fantastici - I segreti di Silente (2022) hanno ritardato nuovamente le riprese. A quel punto, l'obiettivo era quello di distribuire The Flash nel 2021. A metà marzo 2019, fu rivelato che Miller stava scrivendo una nuova versione della sceneggiatura del film con lo scrittore di fumetti Grant Morrison. Miller non era d'accordo con l'approccio spensierato che Daley e Goldstein stavano dando al film, sebbene essa fosse la direzione che Warner Bros. preferiva per la pellicola. La nuova sceneggiatura sarebbe potuta essere presentata allo studio entro la fine del mese, e se allo studio non fosse piaciuta la versione di Miller e Morrison, l'attore avrebbe potuto lasciare il film; il contratto di Miller per recitare nella pellicola doveva infatti concludersi a maggio.
Morrison in seguito disse che Miller non era stato soddisfatto delle sceneggiature precedenti e si avvicinò a Morrison con le sue idee, e alla coppia furono concesse due settimane da Warner Bros. per scrivere la sceneggiatura in Scozia. Morrison ha descritto la loro sceneggiatura come "una storia di Flash", che secondo loro era una storia più fantascientifica simile a Ritorno al futuro (1985), ma ha detto che lo studio voleva invece esplorare il multiverso e altri personaggi DC con il film. Morrison ha anche negato le notizie secondo cui Miller voleva che il film avesse un tono oscuro e ha detto che la loro sceneggiatura aveva aspetti oscuri legati alla storia di Flashpoint. Lo studio ha rifiutato la sceneggiatura di Miller e Morrison a maggio, ma ha chiesto a Miller di rimanere come protagonista del film. Daley e Goldstein hanno lasciato il progetto a luglio e Warner Bros. ha scelto Christina Hodson per scrivere una nuova sceneggiatura per il film dopo aver scritto un altro film per DC, Birds of Prey e la fantasmagorica rinascita di Harley Quinn (2020). Andy Muschietti entrò in trattative per dirigere il film, con sua sorella Barbara nelle vesti di produttrice insieme a Michael Disco. La pre-produzione sarebbe dovuta iniziare nel gennaio 2020. Il coinvolgimento di Andy Muschietti e Hodson è stato confermato nel novembre 2019, quando le riprese sarebbero dovuto iniziare nel 2021 dopo che Ezra Miller aveva terminato le riprese de I segreti di Silente. Un mese dopo, Warner Bros. ha programmato l'uscita di The Flash per il 1º luglio 2022.

### Pre-produzione

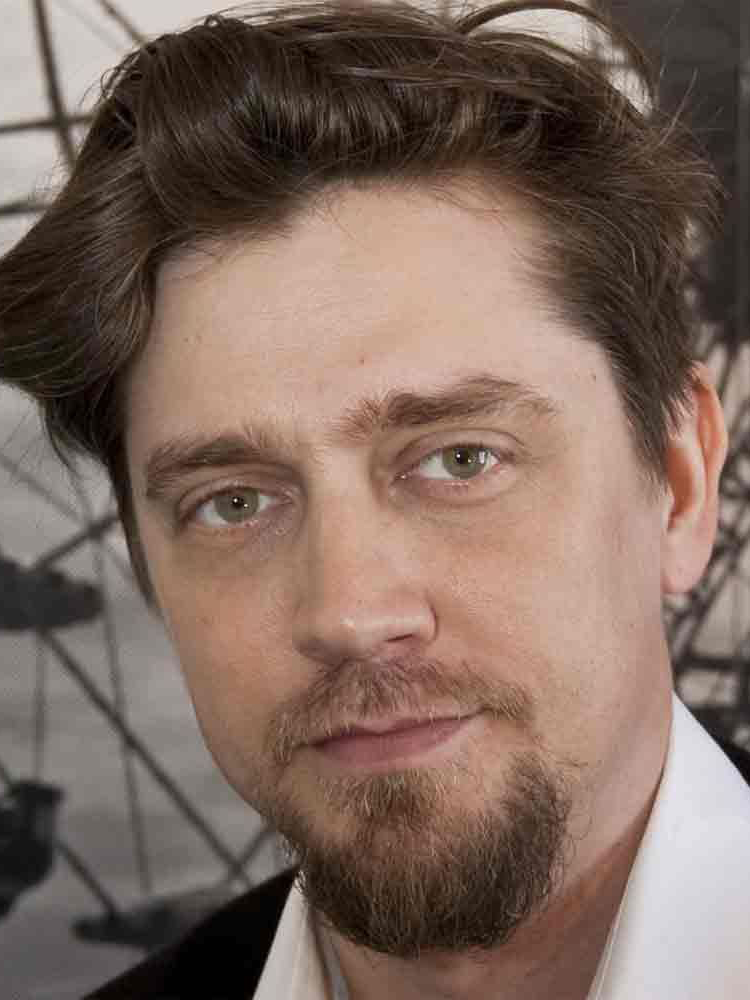
Andy Muschietti, il regista di The Flash

Nel gennaio 2020, Andy Muschietti disse che il film avrebbe ancora adattato elementi della trama del fumetto Flashpoint, ma che avrebbe raccontato una versione differente di quella storia. Muschietti ha successivamente spiegato che l'adattamento della trama del fumetto nasce da una richiesta di Warner Bros., ma ha riconosciuto che si trattava di una grande storia a causa dei viaggi nel tempo che avrebbero permesso di includere Batman e la storia di origini di Barry Allen. Tuttavia, Muschietti personalmente ritiene che il suo film sia più avvincente del fumetto poiché crea un'esperienza emotiva più intensa, laddove la struttura originale del fumetto è più simile ad Allucinazione perversa (1990). Nel aprile 2020, l'uscita del film è stata anticipata al 3 giugno 2022, quando Warner Bros. ha modificato il suo calendario a causa della pandemia di COVID-19. In quel mese, Michael Keaton ha iniziato le prime trattative per riprendere il suo ruolo di Bruce Wayne / Batman dai film di Tim Burton Batman (1989) e Batman - Il ritorno (1992). Fisher ha discusso del suo ruolo di Cyborg nel film con Muschietti in quel periodo, prima che Warner Bros. programmasse una ripresa di due settimane per permettere a Fisher di girare quella che veniva definita un'apparizione cameo insieme agli altri attori della Justice League. Fisher dichiarò che lo studio gli offrì solo una frazione del suo stipendio tradizionale per riprendere il ruolo.
Ad agosto, è stato confermato che Keaton sarebbe apparso nel film, e che Affleck aveva accettato di tornare con la sua versione di Batman. Muschietti ha spiegato che il film avrebbe introdotto l'idea del multiverso al pubblico generale includendo diverse versioni dei personaggi e riconoscendo i franchise cinematografici precedenti basati sulle pubblicazioni DC come universi alternativi. Era importante per Muschietti includere Affleck nel film poiché la sua versione di Batman rappresenta un "punto di riferimento" per il DCEU, e ha ritenuto che l'introduzione di Batman di Keaton non avrebbe funzionato altrettanto bene senza prima mostrare la relazione di Flash con il Batman di Affleck. Affleck ha scelto di tornare, dopo aver dichiarato di essersi ritirato dal personaggio, perché avrebbe avuto un ruolo più piccolo nel film.
Durante l'evento "Explore the Multiverse" alla fiera virtuale DC FanDome nel settembre 2020, Barbara Muschietti ha dichiarato che il film includerà molti personaggi dell'Universo DC e che Flash fungerà da ponte tra di loro e le loro diverse linee temporali. Ha aggiunto che il film verrà utilizzato per riavviare la continuità del DCEU senza ignorare gli eventi dei film precedenti. Crudup, che aveva abbandonato il film durante i cambiamenti di regia, iniziò le trattative per tornare nel progetto un mese dopo. Il coinvolgimento di Clemons era incerto a quel punto. A causa di ulteriori ritardi legati alla pandemia, l'uscita del film è stata spostata al 4 novembre 2022, e le riprese sarebbero dovute iniziare nel marzo 2021 a Londra. Entro gennaio 2021, Warner Bros. rimosse Cyborg dal film dopo che Fisher ha rifiutato di lavorare a qualsiasi progetto in cui fosse coinvolto il presidente di DC Films, Walter Hamada. Fisher disse che ciò era dovuto al modo in cui Hamada gestì un'indagine sul comportamento sul set del regista sostitutivo di Justice League, Joss Whedon. Non era prevista l'assegnazione del ruolo di Cyborg a un altro attore.

### Riprese
Le riprese del film sono iniziate il 19 aprile 2021 negli studi Leavesden, col titolo di lavorazione Baby Shower. Altre riprese sono state effettuate a Londra (nella cattedrale di San Paolo, usata come Central City), Edimburgo e Glasgow (usate entrambe come Gotham City per le scene coi due Batman di Michael Keaton e Ben Affleck). Le riprese sono poi terminate il 18 ottobre 2021.
Il budget del film è stato di 200 milioni di dollari, a cui si aggiungono altri 100 milioni per il marketing.

### Post-produzione
A causa dei tagli per rientrare in un minutaggio soddisfacente, altri camei sono stati eliminati, tra cui quelli di Lynda Carter (come Wonder Woman della serie anni settanta), Marlon Brando (come Jor-El del film Superman del 1978), Burgess Meredith (come Pinguino nel film del 1966 e nella serie degli anni sessanta) e Cesar Romero (come Joker nel film del 1966 e nella serie degli anni sessanta).

### Scene eliminate
Del film sono stati girati tre finali alternativi oltre a quello usato nella versione definitiva.
La versione iniziale vedeva Barry Allen affiancato da Supergirl / Kara Zor-El e dal Batman di Michael Keaton fuori dal tribunale. L'apparizione di questi due eroi nel finale avrebbe rivelato che Barry non era riuscito a ripristinare la linea temporale originale dell'Universo DC avviata con L'uomo d'acciaio nel 2013. Era previsto dai piani della Warner che Keaton avrebbe poi ripreso il ruolo in Batgirl, che è stato cancellato nell'agosto 2022.
Dopo l'acquisizione della Warner Bros. da parte di Discovery nel 2022 e l'uscita di scena del presidente Toby Emmerich e del presidente della DC Films Walter Hamada, è stato girato un secondo finale. Oltre ai due eroi già citati, erano presenti anche Superman e Wonder Woman. All'epoca si pensava che Cavill sarebbe tornato nel DCU come Superman, cosa confermata dopo il cameo in Black Adam (2022), mentre era in lavorazione un terzo film su Wonder Woman. Tuttavia, dopo che James Gunn e Peter Safran hanno assunto la direzione dei DC Studios come co-CEO nel novembre 2022 e il conseguente annuncio del reboot del DC Extended Universe con il nuovo DC Universe, il secondo finale è stato rimosso dal film.
Per inserire un altro Batman nel film, i capi della DC hanno contattato Clooney, che ha accettato di fare un cameo e ha girato la scena nel gennaio 2023, solo sei mesi prima dell'uscita del film nelle sale.

## Promozione

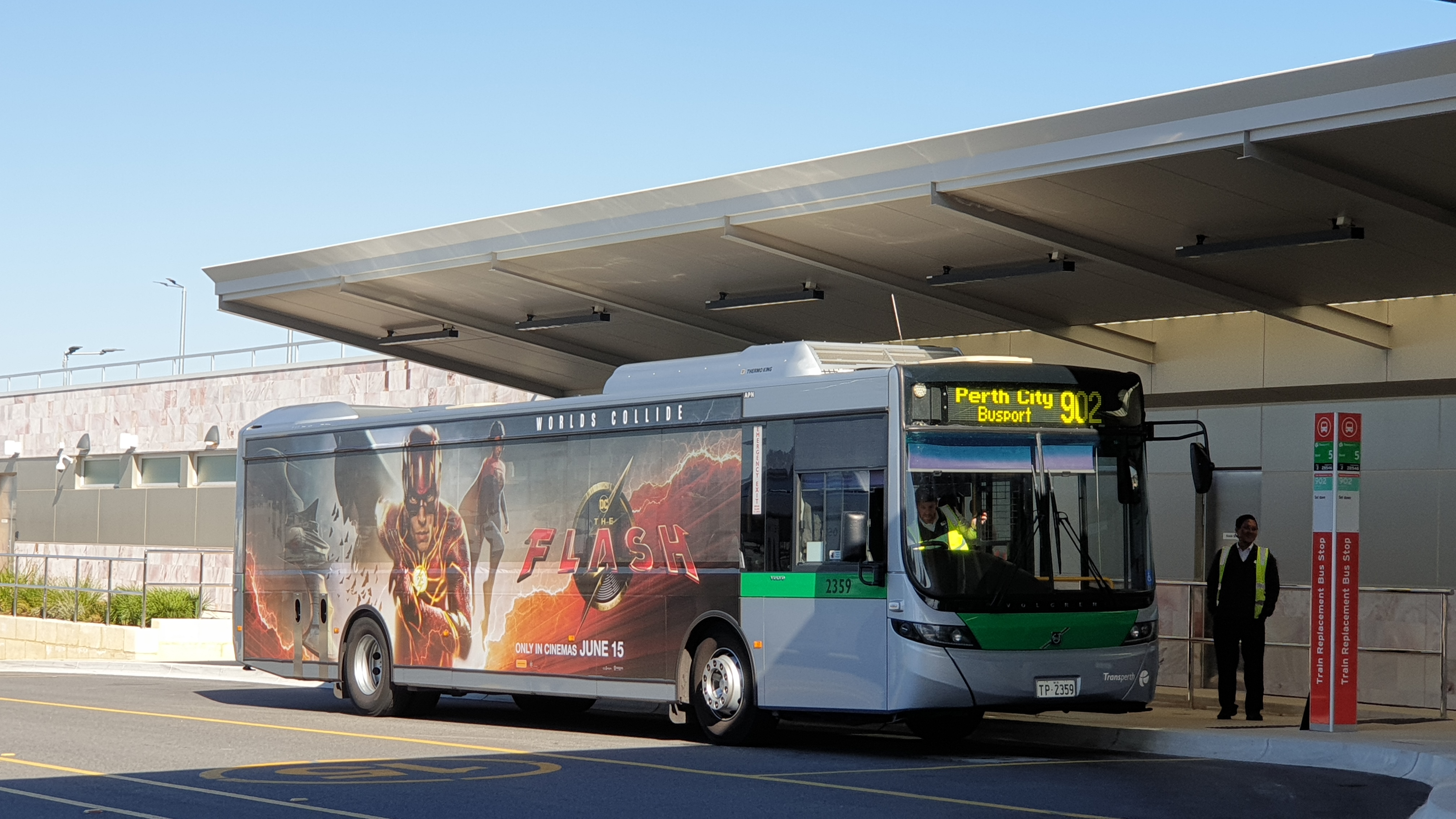
La pubblicità del film su un autobus

Il primo trailer del film è stato diffuso il 13 febbraio 2023, mentre un secondo trailer il 25 aprile dello stesso anno.
Il costo totale della promozione per il film si aggira intorno ai 100 milioni di dollari.

## Distribuzione
La pellicola è stata presentata in anteprima al Napoli Comicon il 2 maggio 2023 ed è stata distribuita nelle sale cinematografiche italiane a partire dal 15 giugno 2023 ed in quelle statunitensi dal 16 giugno.

### Edizioni home video
The Flash è stato distribuito in download digitale e sulla blockchain di non-fungible token (NFT) Eluvio da Warner Bros. Home Entertainment il 18 luglio 2023, diventando uno dei primi lungometraggi a essere reso disponibile su una blockchain. Successivamente, il film è stato distribuito sulla piattaforma di streaming Warner Bros. Max il 25 agosto e in formato Ultra HD Blu-ray, Blu-ray e DVD il 29 agosto 2023.

## Accoglienza

### Incassi
Il film ha incassato 108133313 $ nel Nord America e 163300000 $ nel resto del mondo, per un incasso globale di 271433313 $, rivelandosi, anche a causa dell'elevato budget, uno dei più grandi flop della storia dei cinecomics.
Secondo un'analisi citata sul sito Imdb, il fallimento del film ha fatto perdere $ 155 milioni alla major Warner Bros..

### Critica
Il film ha ricevuto recensioni generalmente miste da parte della critica, le prime recensioni ne elogiavano l'umorismo, le sequenze d'azione e le interpretazioni, ma è stato criticato il terzo atto e gli effetti visivi. Sull'aggregatore di recensioni Rotten Tomatoes ha un indice di gradimento del 63% basato su 389 recensioni, con un voto medio di 6,3 su 10; il consenso critico del sito afferma: «The Flash è divertente, opportunamente veloce e nel complesso si classifica come uno dei migliori film DC degli ultimi anni». Su Metacritic ottiene un punteggio di 55 su 100 basato su 55 recensioni.
Il film ha ricevuto recensioni miste dalla critica internazionale, che lo definisce un buon film del DC Extended Universe, seppur non eccezionale: secondo Variety nel film «nulla ha molto senso; nonostante l'intensità di Ezra Miller, il film perde personalità col procedere dei minuti»; per il The Hollywood Reporter l'opera è sopra la media ma non un grandissimo film; Total Film invece critica la CGI ed il tono incostante della pellicola. Joshua Yehl, di IGN, ha dato un voto di 7 su 10 dicendo che «è un film di supereroi ambizioso che in gran parte fa funzionare la sua storia di due mondi; gli effetti visivi non sono sempre i migliori; supera molti dei recenti film dell'Universo DC».

## Riconoscimenti
- 2024 – Saturn Award[137]
  - Candidatura al miglior film di supereroi
  - Candidatura al miglior attore non protagonista a Michael Keaton

## Sequel
Nell'ottobre 2022 è stato rivelato che la sceneggiatura per un sequel del film era già stata completata da David Leslie Johnson-McGoldrick (già sceneggiatore dei due film su Aquaman), nel caso il film avesse avuto successo. La sceneggiatura includeva nuovamente il Batman di Keaton e la Supergirl di Calle. Nonostante Warner Bros. non fosse intenzionata a mantenere Miller per i film futuri a causa di alcune controversie e problemi legali dell'attore, i co-presidenti dei DC Studios James Gunn e Peter Safran dissero che c'era il potenziale per Miller di riprendere il proprio ruolo nel nuovo franchise, il DC Universe (DCU), ma non avevano ancora preso una decisione sul personaggio.
Gunn ha confermato che The Flash avrebbe fatto un reboot all'interno della continuità del DCEU e, insieme ad Aquaman e il regno perduto (2023), avrebbe portato al primo film del DCU, Superman (2025). Andy Muschietti nel maggio 2023 disse che se lui e Barbara Muschietti fossero stati coinvolti in un sequel, avrebbero fatto tornare Miller, credendo che non ci fosse un altro attore che potesse interpretare il personaggio. A giugno, ha anche detto che gli sarebbe piaciuto avere Eobard Thawne / Anti-Flash come antagonista per il sequel, confermando al contempo che il personaggio era responsabile della morte di Nora in questo film. Nello stesso mese, è stato riferito che il sequel si sarebbe potuto realizzare se il film fosse riuscito ad avvicinarsi agli incassi al botteghino di The Batman (2022). Lo scarso successo al botteghino del film ha lasciato in dubbio lo sviluppo del sequel. Tuttavia, nell'ottobre 2023, Variety ha riferito che nessun attore scelto per i film del DCEU diretti da Zack Snyder avrebbe ripreso i rispettivi ruoli nel DCU futuro, incluso Ezra Miller nei panni di Flash, ponendo fine di fatto a qualsiasi possibilità che si verificasse un sequel.